# Полярно-альпийский ботанический сад-институт

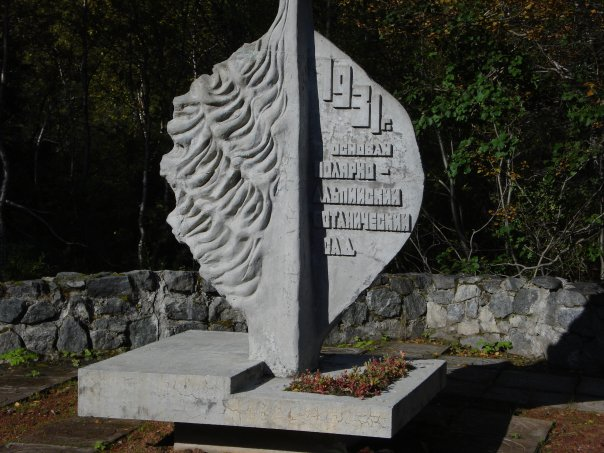
Высеченная из камня эмблема института

Полярно-альпийский ботанический сад-институт им. Н. А. Аврорина (ПАБСИ) — научно-исследовательский институт, самый северный ботанический сад в России. Расположен в городе Кировск Мурманской области, администрация и часть лабораторий — в городе Апатиты.

## История
26 августа 1931 года совещанием руководителей исследовательских партий горной станции «Тиэтта» под председательством академика А. Е. Ферсмана был рассмотрен и одобрен проект профессора Н. А. Аврорина об организации Полярно-альпийского ботанического сада в Хибинах.
В 1981 году в связи с 50-летием со дня основания, за заслуги в развитии ботанической науки и практический вклад в охрану и обогащение растительных ресурсов Заполярья, сад-институт был награждён орденом «Знак Почёта». В 2002 году в связи с 70-летием Саду было присвоено имя его основателя и первого директора. В настоящее время Полярно-альпийский ботанический сад-институт им. Н. А. Аврорина — комплексное научно-исследовательское учреждение, входящее в состав Кольского научного центра Российской академии наук.
С 1998 года по 2018 год директором сада являлся доктор биологических наук, член-корреспондент РАН — В. К. Жиров. С января 2020 года временно исполняющим обязанности директора назначена кандидат биологических наук Е. Ю. Полоскова. По итогам выборов с июля 2023 г. директором является кандидат биологических наук Е. А. Боровичёв.
Полярно-альпийский ботанический сад является самым северным (67°38' с. ш.) ботаническим садом в России, и одним из трёх ботанических садов мира, расположенных за полярным кругом. Полярно-альпийский ботанический сад является единственным в полярных широтах нашей страны и одним из немногих альпийских (высокогорных) ботанических садов.
ПАБСИ имеет статус института (с 1967 года), занимает территорию по берегам нижнего течения реки Вудъяврйок, на склонах, вершине и в грандиозном Ботаническом цирке горы Вудъяврчорр и по склонам горы Тахтарвумчорр. Территория составляет 1670 га, значительная площадь (1250 га) сохраняется как заповедник для исследовательской работы и демонстрации экскурсантам растений и растительных сообществ, расположена в 7 км от города Кировска и в 1,5 км от горняцкого поселка Кукисвумчорр. В нижней части около 80 га отведено под парк, коллекционные и рабочие питомники, оранжереи, тепличный комплекс и служебные постройки.
Ведущим направлением работ является обогащение растительных ресурсов Крайнего Севера за счёт переселения растений из различных физико-географических районов. Массовый интродукционный эксперимент позволил установить основные закономерности переселения растений в Субарктику, разработать основы интродукции растений и зелёного строительства, подобрать богатый и оригинальный ассортимент декоративных растений. Коллекции интродуцентов, которые создавались на протяжении всей истории сада — воплощение труда десятков людей, ботаников-интродукторов трех поколений. Для сбора исходного материала были организованы экспедиции в различные регионы страны, привлекались многочисленные корреспонденты-коллекторы. За восемьдесят лет интродукционных исследований сотрудники сада испытали в открытом грунте десятки тысяч переселённых из различных областей и стран мира образцов древесных и травянистых растений. Таким образом, в питомниках содержится уникальная коллекция растений различных стран и континентов. Многие виды декоративных растений, украшающих города Мурманской области, появились благодаря деятельности ботанического сада по интродукции инорайонных растений.
В нескольких километрах от города Апатиты находится Дендрарий северных и высокогорных видов, экспозиции которого расположены по географическому принципу — в зависимости от происхождения растений.
В саду имеются также специальные питомники местной флоры. Здесь можно увидеть более 400 видов растений, произрастающих в Мурманской области. Это древесные породы, кустарники, стелющиеся кустарнички, виды, приуроченные к морским побережьям, тундровые виды, виды, произрастающие на болотах.
С основания сада и до настоящего времени изучение флоры и растительности Мурманской области было и остается одним из важнейших направлений исследований. Краем «мхов и лишаёв» назвали Кольский полуостров первые путешественники. По числу видов (более 650) мохообразные уступают аборигенным сосудистым растениям (890), а лишайников в Мурманской области насчитывается около 1000 видов.
Коллекция тропических и субтропических растений в оранжереях сада составляет более 1000 видов. Здесь собраны представители пустынь, полупустынь, субтропиков и в меньшей степени тропиков. Фонды оранжерей включают растения различных областей земного шара.

## Основные направления деятельности
Основными направлениями деятельности ПАБСИ являются:
- Изучение флоры Хибин и Крайнего Севера — исследования в области физиологии растений, почвоведения, дендроэкологии и экофизиологии;
- Акклиматизация и интродукция новых видов растений;
- Воспроизводство растений для населения, участие в озеленении городов Мурманской области;
- Образовательная и экскурсионная деятельность.

## Директора ПАБСИ
- Николай Аврорин (1931—1960)
- Роман Шляков (1960—1962)[2]
- Татьяна Козупеева (1962—1986)
- Геннадий Андреев (1986—1998)
- Владимир Жиров (1998—2018)
- Оксана Гонтарь (2018—2020)
- Елена Полоскова (2020—2023)
- Евгений Боровичёв (2023— по настоящее время)

## Критика
Объектом критики в основном являются публикации и деятельность директора Полярно-альпийский ботанический сада-института КНЦ РАН — В. К. Жирова. Так его статья «Человек и биологическое разнообразие: православный взгляд на проблему взаимоотношений» была подвергнута критике рядом учёных.
Также Полярно-альпийский ботанический сад-институт КНЦ РАН поразил научную общественность методиками лечения лиц, страдающих нервными и психическими расстройствами. Создают и апробируют их не специалисты-психиатры, а сотрудники ботанического сада.
По мнению М. Диева, один из лучших ботанических садов России на глазах превращается в рефугиум для людей, не нашедших себя в настоящей науке.